# Пиатти, Альфредо
Карло Альфредо Пиатти (или Пьятти, итал. Carlo Alfredo Piatti; 8 января 1822 года, Бергамо, Ломбардо-Венецианское королевство — 18 июля 1901 года, Моццо, королевство Италия) — итальянский композитор и виолончелист.

## Биография
Родился в Ломбардо-Венецианском королевстве. Начальное музыкальное образование получил у своего отца, скрипача Антонио Пиатти, затем учился игре на виолончели у своего двоюродного деда Гаэтано Дзанетти. После его смерти поступил в 1832 году поступил в Миланскую консерваторию, его приняла та же комиссия, которая отказала в приёме Джузеппе Верди. Учился у Винченцо Мериги, завершил образование в 1837 году.
Начало концертной карьеры Пиатти было не самым блестящим, и он даже вынужден был продать принадлежавший ему инструмент. Однако затем, благодаря встрече с Ференцем Листом, на которого игра Пиатти произвела большое впечатление, карьера его выровнялась; Лист подарил юноше новый инструмент и прозвал его «Паганини виолончели». С 1838 г. он успешно гастролировал по Европе, в 1844 г. впервые выступил в Лондоне, который на долгие годы стал его домом. В 1845 г. выступал в Москве и Санкт-Петербурге вместе с Теодором Дёлером.
В 1856 году в Уолчестере он женился на Мэри Энн Люси Уэлш, дочери профессора Томаса Уэлша, преподавателя вокала. У композитора родилась дочь, но супруги разошлись спустя несколько лет.
До 1898 года жил в Лондоне, где выступал с концертами с такими музыкантами как Камилло Сивори, Джованни Боттезини, Клара Шуман, Чарльз Галле, Генрих Эрнст и Анри Вьетан. Получил ряд международных премий и наград.
Умер 18 июля 1901 года в Моццо, в королевстве Италия. Виолончель, созданная Антонио Страдивари, на которой музыкант играл с 1866 года, ныне носит его имя.

## Творческое наследие
Творческое наследие композитора включает многочисленные сочинения для виолончели, в том числе «12 каприсов», «Песнь Оссиана», «Шотландская фантазия», «Гальярда», «Серенада для двух виолончелей с оркестром».
Этюды Пиатти продолжают входить в исполнительский и особенно дидактический материал современных виолончелистов. Этюды из опуса 25, в частности, исполнялись конкурсантами в первом туре Международного конкурса имени Чайковского — как отмечал входивший в жюри Владимир Власов, «Букиник, Пиатти и Поппер — это труднейший барьер, не взяв который, артист должен выйти из игры». Наиболее известное сочинение Пиатти, 12 каприсов, записал Ян Вэньсин.
Кроме того, современные виолончелисты исполняют известную сонату Пьетро Локателли для виолончели и basso continuo в обработке Пиатти для виолончели и фортепиано.